# 自治聯盟
自治聯盟（英語：Home Rule League；1873–1882），又稱地方自治黨，是一個愛爾蘭政黨，主張於大不列顛及愛爾蘭聯合王國框架內實施愛爾蘭自治，後被愛爾蘭議會黨所取代。其於大不列顛有一名為大不列顛自治聯盟（Home Rule Confederation of Great Britain）的姊妹政黨。

## 起源
自治聯盟的前身是自治政府協會 ，一個由艾薩克·巴特領導，成立於1870年的倡議團體。巴特是一名都柏林的大律師，曾領導愛爾蘭保守黨，其後轉向愛爾蘭民族主義。1873年11月18日至21日，鬆散的自治政府協會改組成一個完整的政黨——自治聯盟。1874年大選，黨內主要由愛爾蘭貴族、教會人士、前愛爾蘭自由黨成員（如約翰·格雷爵士），以及支持約瑟夫·比格與查爾斯·史都華·巴奈爾的激進派成員所構成。其中，激進派於國會發起冗長辯論，阻撓議會事務通過，使巴特蒙羞，並連續挫敗多屆英國政府。

## 巴奈爾的改革
1877年8月28日，巴奈爾取代巴特，當選大不列顛自治聯盟黨魁。1878年1月，巴特仍控制著愛爾蘭自治聯盟，其黨內擁有較多中產階級，較少芬尼亞成員。 此次黨內分裂影響了國會內的議會團體成員。
1879年，巴特逝世，威廉·蕭繼任議會主席。1880年，巴奈爾當選黨魁，成功使自治聯盟於1880年大選增加議席。1882年，巴奈爾為了使非正式聯盟轉變為具統一凝聚力的政治運動，將聯盟更名為愛爾蘭議會黨，追求愛爾蘭自治。巴奈爾領導的政黨變得更激進， 且更傾向中產階級和天主教徒（其本人是新教徒）。這使愛爾蘭議會黨有效排擠其他政治對手，如愛爾蘭自由黨和愛爾蘭保守黨。

## 1873年至1882年期間的黨魁
- 艾薩克·巴特（1873–1879）
- 威廉·蕭（1879–1880）
- 查爾斯·史都華·巴奈爾（1880–1882）

## 延伸閱讀
- Kearney, Hugh F. . NYU Press. 2007: 39ff. ISBN 9780814749302.
- Jackson, Alvin. Home Rule: An Irish History 1800–2000 (2003), ISBN 978-1-84212-724-7

## 外部連結
- 艾薩克·巴特與自治聯盟